# 健康自主運動
健康自主運動或健康自由運動 (英語：Health freedom movement) 是一個自由主義的概念，旨在反對有關健康或醫學的監管，並提倡非傳統的治療方式。
運動可追溯至1970年代，由右翼團體John Birch Society是一間提倡的健康自主生活方式，在1990年代開始，美國社會就開始出現健康自主運動。
運動促使美國豁免對維他命及補充劑的監管，但維他命及補充劑可促進健康且沒有甚麼副作用的說法並非得到主流醫學認同。 不過，出現維生素過多症的情況並不常見。